# Flixecourt
Flixecourt is een gemeente in het Franse departement Somme (regio Hauts-de-France) en telt 3079 inwoners (2004). De plaats maakt deel uit van het arrondissement Amiens.

## Geografie
De oppervlakte van Flixecourt bedraagt 11,8 km², de bevolkingsdichtheid is 260,9 inwoners per km².
De onderstaande kaart toont de ligging van Flixecourt met de belangrijkste infrastructuur en aangrenzende gemeenten.

## Demografie
Onderstaande figuur toont het verloop van het inwonertal (bron: INSEE-tellingen).